# Francis Reusser
Francis Reusser (Vevey, 1 de diciembre de 1942-10 de abril de 2020) fue un director de cine y fotógrafo suizo.

## Biografía
Formado en la Escuela de Fotografía de Vevey y en la Télévision suisse romande, creó junto a François Albera la sección audiovisual de la Escuela de arte de Ginebra. Dirigió numerosos films y telefims.
Falleció el 10 de abril de 2020 a los 77 años, a causa de una larga enfermedad.

## Filmografía
- 1967: Vive la mort
- 1976: Le Grand Soir
- 1981: Seuls
- 1985: Derborence
- 1988: La Loi sauvage
- 1991: Jacques et Françoise
- 1999: La Guerre dans le Haut Pays
- 2002: Les Printemps de notre vie
- 2005: Une femme blessée
- 2007: Voltaire et l'affaire Calas (TV)
- 2012: Ma nouvelle Héloïse
- 2014: La Terre promise
- 2018: La Séparation des Traces